# Regencós
Regencós település Spanyolországban, Girona tartományban. Regencós Begur, Palafrugell, Pals és Torrent községekkel határos. Lakosainak száma 279 fő (2024).

## Népesség
A település népessége az elmúlt években az alábbi módon változott:
| Lakosok száma | 129  | 308  | 329  | 355  | 255  | 303  | 326  | 291  | 269  | 279  |
|               | 1717 | 1887 | 1936 | 1960 | 1986 | 2004 | 2009 | 2014 | 2019 | 2024 |